# محافظة زا لاي
محافظة زا لاي  (بالفيتنامية: Gia Lai) هي إحدى محافظات فيتنام. وتقع في وسط المنطقة الجبلية.